# やくざと抗争
『やくざと抗争』（やくざとこうそう）は、安藤昇の小説。またそれを原作とする日本の映画。

## 小説
安藤昇によるヤクザ組織・安藤組が誕生するまでのいきさつを安藤自身が歴史的・自伝的に描いた作品。『週刊アサヒ芸能』で連載され、単行本が順次、徳間書店から刊行された。
- やくざと抗争 安藤昇極道一代 餓狼篇（徳間書店 1972年）
- やくざと抗争 安藤昇極道一代 疾風篇（徳間書店 1972年）
- やくざと抗争 安藤昇極道一代 完結篇（徳間書店 1972年）
- 文庫版
  - やくざと抗争 上（徳間文庫 1993年）
  - やくざと抗争 下（徳間文庫 1993年）

## 映画
『やくざと抗争』（やくざとこうそう）は、上記の小説を原作として1972年9月29日に公開された日本の映画。監督：佐藤純彌。配給は東映。
カラーフィルム93分、画面アスペクト比は2.35:1（シネマスコープ）。封切り時の同時上映作品は『恐怖女子高校 女暴力教室』（監督：鈴木則文、主演：杉本美樹）。
原作の前半にあたる、昭和初期のヤクザおよび愚連隊の抗争と、それを利用して私腹を肥やそうとする政財界を描いた部分の映画化。原作者の安藤自身が主演をつとめ、実在人物をモデルにした愚連隊のリーダーを演じた。

### ストーリー
昭和はじめ。東京・新宿界隈。愚連隊を率いている通称「爆弾マッチ」はある日、赤色ギャングに拳銃を売りつけた容疑で逮捕され、特高警察に連行されて、激しい拷問を受ける。拳銃は不良学生から奪い取り、たまたま居合わせた中年の男性に売りつけたものだったが、赤色ギャングには身に覚えがなかった。留置所では、弾圧のために収監された共産主義者の医師・白木が、拷問で傷ついたマッチを看病した。
釈放されたマッチは、惚れ合った遊女のお栄を身請けするため、自分たちで賭場を開帳することを思いつく。しかし新宿は博徒「大木戸組」の縄張りであり、マッチは縄張り荒らしの代償として、大木戸組代貸・梅津によって瀕死の大怪我を負わされた。マッチを救ったのは白木の運営する診療所だった。マッチの身を案じたお栄は遊郭を逃げ出した。
マッチは傷が癒えたが、右腕の自由が利かなくなり、顔に大きな傷跡を残すことになった。復讐のため梅津の出所祝いを襲うが、大木戸組の組員たちに返り討ちに遭う。梅津はマッチの執念に感心し、「俺の腕と顔を斬れ」と告げる。感動したマッチはドスを投げ捨て、梅津と義兄弟の契りを交わし、大木戸組の一員となる。
ある日、大木戸組に、会計士・高山が現れる。マッチは高山の顔を見て、かつて拳銃を売りつけた相手であることを思い出し、つかみかかる。高山はこともなげに、「左傾分子検挙のためだ。きみは手柄の一役を買ったのだ」と告げた。高山は過激派のスパイとして、若い活動家に犯罪行為による資金調達をそそのかし、当局による検挙の口実を与える活動をしていたのだった。高山のもう一つの顔は国粋主義の政治活動家で、ヤクザ組織を政治団体に衣替えさせる活動の支援を行っていた。
1932年（昭和7年）2月、第18回衆院選が告示された。大木戸組は満洲にパイプを持つ衆院議員・柏原の利権に食い込むため、柏原を支持する政治団体「亜細亜雄飛会」を作り、同じ選挙区で初出馬した白木の選挙活動を妨害しはじめる。恩人の恩を裏切る行為に我慢ならなくなったマッチは、組員たちを殴り飛ばし、乱闘騒ぎを起こす。止めに入ったお栄が組員に見つかり、遊郭に連れ戻されそうになる。お栄は自分の舌を噛み切って絶命する。
選挙は白木が当選し、柏原が落選した。組長の大木戸は、柏原を繰り上げ当選させるため、梅津に白木の暗殺を命じる。組織の掟と良心の板挟みになった梅津は、白木をドスで刺したあと、自分の身も刺して絶命する。
大木戸組は梅津の葬儀を開いた。高山が来賓として参列し、「きみは売国奴と刺し違え、帝国を救った……」と弔辞を読み上げる。そこへドスを持ったマッチが現れ、高山と大木戸を刺し殺し、自らも組員たちに滅多刺しにされた。

### 出演者
- 爆弾マッチ - 安藤昇
- オートンの勝 - 渡瀬恒彦
- お栄 - 藤浩子
- 高山[2] - 渡辺文雄
- フーテンの政 - 藤竜也
- 大木戸 - 天津敏
- 喜久沢 - 室田日出男
- 白木義三 - 近藤宏
- お八重 - 森しげみ
- やり手婆 - 武智豊子
- 柏原剛之輔 - 高野真二[3]
- 小光 - 堀田真三
- 占部特高警部補 - 藤山浩二
- 大木戸組組員 - 佐藤晟也
- 検問の刑事[4] - 河合絃司
- 桑田 - 小林稔侍
- 毛利特高課長 - 植田灯孝
- 宝来屋 - 沢彰謙
- 活弁 - 松田春翠
- 大木戸組組員 - 伊達弘
- 金井 - 久保一
- 活動家 - 木川哲也
- 大木戸組組員 - 土山登士幸
- 刑事 - 花田達
- 留置場の男 - 三重街恒二
- 中盆 - 滝島孝二
- 刑事 - 相馬剛三
- 不良学生 - 須賀良
- 大木戸組組員 - 亀山達也
- 検問の警官 - 五野上力
- 大木戸組組員 - 清水照夫
- 活動家 - 山田甲一
- 吉川 - 青木卓司
- 大木戸組組員 - 高月忠
- 刑事 - 山浦栄
- 坂本 - 佐川二郎
- 不良学生 - 三浦忍
- 板野 - 畑中猛重
- 不良学生 - 城春樹
- 大木戸組組員 - 三島新太郎
- 留置場の男、大木戸組組員（二役） - 溝口久夫
- 住人 - 武村清女
- 女郎 - 松下麻美子
- 留置場の男 - 牧嗣人
- 銀行員 - 美原亮三
- 板前 - 沢田浩二
- 看守 - 高野隆志
- 梅津信一 - 菅原文太

### スタッフ
- 監督 - 佐藤純彌
- 脚本 - 石松愛弘、佐藤純彌
- 企画 - 俊藤浩滋、吉田達
- 原作 - 安藤昇「極道一代 やくざと抗争」より（週刊アサヒ芸能連載・徳間書店刊）
- 撮影 - 稲田喜一
- 録音 - 小松忠之
- 照明 - 大野忠三郎
- 美術 - 北川弘
- 音楽 - 日暮雅信
- 編集 - 田中修
- 助監督 - 橋本新一
- 記録 - 勝原繁子
- 擬闘 - 日尾孝司
- スチール - 加藤光男
- 進行主任 - 東一盛
- 装置 - 根上徳一
- 装飾 - 米沢一弘
- 美粧 - 入江荘二
- 美容 - 宮島孝子
- 衣装 - 福崎精吾
- 演技事務 - 和田徹
- 現像 - 東映化学

### 製作
東映社長の岡田茂は、1972年春に看板スター・藤純子が引退したことにともない、任侠映画人気にかげりが見えたことから、路線転換に悩んでいた。岡田が暗中模索の中でひらめいたのが、実在ヤクザの人生や組織の沿革を歴史的に描く「実録路線」「実録シリーズ」であった。折しも、安藤組を率いたのちに更生し、俳優に転向した安藤昇が、実録小説を連載中であったことから、これを原作として映画化に乗り出すこととなった。
当初、本作は原作完結を待っての公開が見込まれ、撮影後しばらくはストック作品になっていた。映画公開時点で安藤の連載小説は完結しておらず、依然『週刊アサヒ芸能』では『極道一代 やくざと抗争』が連載中であった。
公開されると、予期せぬヒットを記録。それを受け、岡田は「実録路線」に手応えを感じ、以降、東映は実録ものの任侠映画を量産することになる。新基軸「実録任侠路線」の本格導入第1弾として公開されたのが、『仁義なき戦い』である。
岡田はただちに本作の続編の製作を命じ、翌年、「実録路線」第2弾として、『やくざと抗争 実録安藤組』が公開され、本作同様にヒットした。

### エピソード
予告編のBGMには、本作のトラック以外に、『日本暴力団 組長』の一部が流用されている。